# 김정문
김정문(金正文, 1887년 ~ 1935년)은 일제강점기의 판소리 명창이다. 전라북도 남원에서 태어났다. 이후 송만갑에게서 판소리를 배웠다. 송만갑의 소리에 당시에 유행하던 신제 판소리의 맛있는 목소리를 써서 청중들에게 대단한 인기를 받았으나, 장판개의 비판을 받았다. 창극에도 능하여 재치 있는 연출로 갈채를 받았다. 박녹주에게 전수된 그의 〈흥보가〉가 지금까지 전해지고 있다. 일제강점기 때 취입된 음반으로는 단가 《천하태평》이 남아 있다.